# Sojaklari (gmina Wełes)
Sojaklari (mac. Сојаклари) – wieś w centralnej Macedonii Północnej, administracyjnie i terytorialnie należąca do gminy Wełes. W 2002 roku liczyła 156 mieszkańców.

położenie wsi na mapie gminy

Według danych ze spisu powszechnego przeprowadzonego w 2002 roku, Sojaklari zamieszkiwało 156 osób deklarujących następującą narodowość: 
- Macedończycy – 153 (98,08%)
- Boszniacy – 2 (1,28%)
- Turcy – 1 (0,64%)